# Stjepan Mesić
Stjepan Mesić, més conegut com a Stipe Mesić (24 de desembre de 1934 a Orahovica, Regne dels Serbis, Croats i Eslovens) és un polític croat al que es pot classificar com de centreesquerra. És president de Croàcia des del 18 de febrer de 2000 i fou reescollit el 16 de gener del 2005 per a un segon mandat de cinc anys. Havent estat el 1991 l'últim representant croata en la presidència col·lectiva de la República Socialista Federativa de Iugoslàvia, fou també formalment l'últim president de la Iugoslàvia formada per sis repúbliques (Bòsnia i Hercegovina, Croàcia, Macedònia, Montenegro, Sèrbia i Eslovènia).
Va realitzar els seus estudis en la facultat de Dret de Zagreb i va entrar en el món de la política a la fi dels anys seixanta, i fou empresonat durant un any (1971-1972) pel govern comunista per la seva vinculació a la primavera croata que lluitava pel reconeixement de l'especificitat cultural i lingüística croata dins Iugoslàvia. Es va casar amb una dona sèrbia, Milka Dudunić, i van tenir dues filles.
Després de la instauració del pluripartidisme, participa en la creació de la Unió Democràtica Croata (HDZ) juntament amb Franjo Tuđman. Presidí el 1992 la cambra baixa del parlament (el "Sabor"), però discrepà amb el president Tuđman, la política del qual no aprovava. El 1994, crea la seva pròpia formació, el Partit dels Demòcrates Independents (HND) abans d'unir-se al Partit Popular Croata (HNS).
A la mort del primer president de la Croàcia independent, el succeí al capdavant de l'Estat i marca els seus dos mandats per la seva independència respecte als partits i una participació activa a l'aproximament a les institucions de la Unió Europea.